# 2022年北京オリンピックの日本選手団
2022年北京オリンピックの日本選手団（2022ねんペキンオリンピックのにっぽんせんしゅだん）は、2022年2月4日から2月20日までの日程で開催された第24回オリンピック冬季競技大会の日本代表選手団。選手名および所属・記録は2022年当時のものとする。

## 概要

### 選手団
- 団長：伊東秀仁（日本スケート連盟理事）
- 総監督：原田雅彦（雪印メグミルク）
- 総務担当役員：笠原健司（日本オリンピック委員会）
- 主将：髙木美帆（日本体育大学職員）
- 結団式・壮行会旗手：郷亜里砂（イヨテツスピードクラブ）
- 開会式旗手：郷亜里砂（イヨテツスピードクラブ）、渡部暁斗（北野建設）[2]
- 閉会式旗手：郷亜里砂[3]

### 公式行事
- 結団式[4]

日時：2022年1月28日
場所：グランドプリンスホテル新高輪（東京都港区）、リモートオンライン
- 解団式

日時：2022年2月20日
場所：リモートオンライン

## メダル獲得者
総メダル獲得数は過去最多だった前回平昌大会の13個を上回る冬季大会日本選手団最多となる18個のメダルを獲得。
金メダル数は前回平昌大会の4個には届かなかったが、長野大会以来24年ぶりに雪上競技で金メダルを獲得した。競技別ではフィギュアスケートが過去最多のメダルを獲得し、スノーボードは初の金メダルを獲得した。また、今大会は過去最多となる10組の兄弟・姉妹が出場し、個人種目14個のメダルのうち、6個はきょうだい同時出場によるもので、団体種目4個中3個はきょうだいでメダル獲得となるなど、きょうだいアスリートの活躍が目立つ大会となった。
| メダル | 選手名                                                                    | 競技                 | 種目                 | 日付    | 備考 |
| ------ | ------------------------------------------------------------------------- | -------------------- | -------------------- | ------- | --- |
| 金     | 小林陵侑                                                                  | スキージャンプ       | 男子個人ノーマルヒル | 2月6日  | 前回平昌大会7位、2度目の出場。日本選手団の金メダル第1号。 同競技の金メダル獲得は長野大会の男子個人ラージヒル（船木和喜）、男子団体ラージヒル以来6大会ぶり。 同種目の金メダル獲得は札幌大会の笠谷幸生以来13大会ぶり。 岩手県出身者では夏季冬季通して初の個人種目の金メダル獲得。 |
| 金     | 平野歩夢                                                                  | スノーボード         | 男子ハーフパイプ     | 2月11日 | 前回平昌大会銀メダリスト、3度目の出場。 同競技ではアジア人初の金メダル獲得。 冬季日本人初の3大会連続同一種目でのメダル獲得。 |
| 金     | 髙木美帆                                                                  | スピードスケート     | 女子1000m            | 2月17日 | 前回平昌大会銅メダリスト、3度目の出場。 同種目では日本人初の金メダル獲得。 前回大会の小平奈緒に続く2大会連続の日本選手団主将の金メダル獲得。 オリンピックレコード（1分13秒19）での金メダル獲得。 冬季日本人最多、夏季冬季通じて日本人女子最多となる通算7個目、 冬季日本人1大会最多となる今大会4個目のメダル獲得。 |
| 銀     | 髙木美帆                                                                  | スピードスケート     | 女子1500m            | 2月7日  | 前回平昌大会銀メダリスト、3度目の出場。 冬季日本人女子の2大会連続同一種目でのメダル獲得は長野大会、ソルトレークシティ大会フリースタイルスキー女子モーグルの里谷多英以来史上2人目。 |
| 銀     | 鍵山優真 宇野昌磨 樋口新葉 坂本花織 三浦璃来 木原龍一 小松原美里 小松原尊 | フィギュアスケート   | 団体                 | 2月7日  | 前回平昌大会5位。 木原は3度目、宇野と坂本は2度目、その他の選手は初出場。 同種目ではアジア初のメダル獲得。 同競技のメダル獲得はトリノ大会から5大会連続。 スピードスケート、ショートトラックも含めたスケート競技のメダル獲得はサラエボ大会から11大会連続。 小松原美里・尊は冬季日本人初の1大会で夫婦でのメダル獲得。 当初金メダルとなっていたロシアオリンピック委員会（ROC）にドーピング規定違反の疑いがある選手がいたため、大会期間中に表彰式が実施されなかった。 2024年7月25日、スポーツ仲裁裁判所の裁定で当該選手の順位点が無効となり、ROCが金メダルから銅メダルに繰り下がり、日本は銅メダルから銀メダルに繰り上がることが確定した。 表彰式は2024年パリオリンピック期間中に実施される予定。 |
| 銀     | 鍵山優真                                                                  | フィギュアスケート   | 男子シングル         | 2月10日 | 初出場。 同種目のメダル獲得はバンクーバー大会から4大会連続。 銅・宇野と併せ、平昌大会の羽生結弦（金メダル）と宇野昌磨（銀メダル）に続く同種目2大会連続の日本人ダブル表彰台。 |
| 銀     | 小林陵侑                                                                  | スキージャンプ       | 男子個人ラージヒル   | 2月12日 | 前回平昌大会10位、2度目の出場。 同種目のメダル獲得はソチ大会の葛西紀明（銀メダル）以来2大会ぶり。 |
| 銀     | 髙木美帆                                                                  | スピードスケート     | 女子500m             | 2月13日 | 初出場。 同種目のメダル獲得は平昌大会の小平奈緒（金メダル）に続いて2大会連続。 |
| 銀     | 佐藤綾乃 髙木美帆 髙木菜那                                                | スピードスケート     | 女子団体パシュート   | 2月15日 | 前回平昌大会金メダル。 髙木菜那は3度目、髙木美帆と佐藤は2度目の出場。 |
| 銀     | 藤澤五月 吉田知那美 鈴木夕湖 吉田夕梨花 石崎琴美                          | カーリング           | 女子                 | 2月20日 | 前回平昌大会銅メダル。 吉田知那美と石崎は3度目、その他の選手は2度目の出場。 銀メダルは同競技史上最高位。 石崎は冬季日本人史上最年長（43歳1か月）でのメダル獲得。 |
| 銅     | 堀島行真                                                                  | フリースタイルスキー | 男子モーグル         | 2月5日  | 前回平昌大会11位、2度目の出場。日本選手団のメダル第1号。 同種目のメダル獲得は平昌大会の原大智（銅メダル）に続いて2大会連続。 |
| 銅     | 冨田せな                                                                  | スノーボード         | 女子ハーフパイプ     | 2月10日 | 前回平昌大会8位、2度目の出場。 同種目では日本人初のメダル獲得。 同競技日本人女子のメダル獲得はソチ大会女子パラレル大回転の竹内智香（銀メダル）以来2大会ぶり。 |
| 銅     | 宇野昌磨                                                                  | フィギュアスケート   | 男子シングル         | 2月10日 | 前回平昌大会銀メダリスト、2度目の出場。 銀・鍵山と併せ、同種目2大会連続の日本人ダブル表彰台。 |
| 銅     | 森重航                                                                    | スピードスケート     | 男子500m             | 2月12日 | 初出場。 同種目のメダル獲得はバンクーバー大会の長島圭一郎（銀メダル）と加藤条治（銅メダル）以来3大会ぶり。 |
| 銅     | 村瀬心椛                                                                  | スノーボード         | 女子ビッグエア       | 2月15日 | 初出場。 同種目では日本人初のメダル獲得。 冬季日本人女子史上最年少（17歳3か月）でのメダル獲得。 |
| 銅     | 渡部暁斗                                                                  | ノルディック複合     | 個人ラージヒル       | 2月15日 | 前回平昌大会5位、5度目の出場。 同種目では日本人初のメダル獲得。 ソチ大会、平昌大会個人ノーマルヒル（ともに銀メダル）に続く3大会連続のメダル獲得。 冬季男子の日本選手団旗手のメダル獲得は長野大会の清水宏保以来6大会ぶり。 |
| 銅     | 渡部暁斗 渡部善斗 永井秀昭 山本涼太                                       | ノルディック複合     | 団体ラージヒル/4x5km | 2月17日 | 前回平昌大会4位。 渡部暁斗は4度目、渡部善斗と永井は3度目、山本は初出場。 同種目のメダル獲得はリレハンメル大会（金メダル/当時は3x10km）以来7大会ぶり。 渡部暁斗・善斗は冬季日本人初の1大会で兄弟でのメダル獲得。 渡部暁斗は冬季日本人男子最多となる通算4個目のメダル、リレハンメル大会の河野孝典以来7大会ぶりの同競技1大会複数メダル獲得。 |
| 銅     | 坂本花織                                                                  | フィギュアスケート   | 女子シングル         | 2月17日 | 前回平昌大会6位、2度目の出場。 同種目のメダル獲得はバンクーバー大会の浅田真央（銀メダル）以来3大会ぶり。 |

### 競技別メダル獲得数
| 競技                 |   |   |   | 計 |
| -------------------- | - | - | - | -- |
| スピードスケート     | 1 | 3 | 1 | 5  |
| スキージャンプ       | 1 | 1 | 0 | 2  |
| スノーボード         | 1 | 0 | 2 | 3  |
| フィギュアスケート   | 0 | 2 | 2 | 4  |
| カーリング           | 0 | 1 | 0 | 1  |
| ノルディック複合     | 0 | 0 | 2 | 2  |
| フリースタイルスキー | 0 | 0 | 1 | 1  |
| 計                   | 3 | 7 | 8 | 18 |

## 種目別選手・役員

### スキー
役員・スタッフ（スキー全体）
- チームリーダー：中村実彦（日本オリンピック委員会）
- 監督：斉藤智治（サッポロノルディックスキークラブ）
- ドクター：藤巻良昌（昭和大学）
- 総務：皆川義隆（全日本スキー連盟）、小沢紀子（全日本スキー連盟）

#### アルペンスキー
男子
- 小山陽平（ドイツ語版）（ベネフィット・ワンク）
  - 回転（途中棄権）

女子
- 安藤麻（日清医療食品） 
  - 回転（途中棄権）
  - 大回転（24位）
- 向川桜子（富士フイルムBI秋田）
  - 回転（35位）
  - 大回転（31位）

役員・スタッフ
- コーチ：浦木健太（全日本スキー連盟）、マトヤス・マルシッチ（全日本スキー連盟）、デュシャン・ブラジッチ（全日本スキー連盟）
- トレーナー：柏木久美子（スキーイングワールド・苗場スキーアカデミー）

#### クロスカントリースキー
男子
- 馬場直人（中野土建スキークラブ）
  - 30kmスキーアスロン（35位）
  - 50kmフリー[注 1]（24位）
- 宮沢大志（JR東日本スポーツスキー部）
  - スプリント（32位）
  - 15kmクラシカル（67位）
- 山下陽暉（英語版）（自衛隊体育学校）
  - スプリント（57位）
  - 30kmスキーアスロン（54位）
- 廣瀬崚（英語版）（早稲田大学スキー部）
  - 15kmクラシカル（43位）
  - 30kmスキーアスロン（41位）
- 4x10kmリレー（廣瀬、宮沢、馬場、山下）（10位）

女子
- 石田正子（JR北海道スキー部）
  - 10kmクラシカル（27位）
  - 15kmスキーアスロン（27位）
  - 30kmフリー（26位）
- 土屋正恵（ドイツ語版）（弘果SRC）
  - 10kmクラシカル（46位）
  - 15kmスキーアスロン（35位）
  - 30kmフリー（36位）
- 児玉美希（ドイツ語版）（太平洋建設SC）
  - 15kmスキーアスロン（52位）
  - 30kmフリー（50位）
- 小林千佳（長野日野自動車スキークラブ）
  - 10kmクラシカル（54位）
  - 15kmスキーアスロン（50位）
  - 30kmフリー（55位）
- 4×5kmリレー（石田、土屋、小林、児玉）（11位）

役員・スタッフ
- 監督：蛯沢克仁（立野が原スキークラブ）
- コーチ：小境啓之（飯山市スキークラブ）、勝田誠二（芸北体育協会スキー部）、荒井誠
- 技術スタッフ：山田陽（自衛隊体育学校）

#### スキージャンプ
男子
- 小林陵侑（土屋ホーム）
  - ノーマルヒル（1位）
  - ラージヒル（2位）
- 中村直幹（Flying Laboratory SC）
  - ノーマルヒル（38位）
  - ラージヒル（29位）
- 佐藤幸椰（雪印メグミルク）
  - ノーマルヒル（32位）
  - ラージヒル（15位）
- 小林潤志郎（雪印メグミルク）
  - ノーマルヒル（27位）
  - ラージヒル（24位）
- 伊東大貴（雪印メグミルク）
- ラージヒル団体
  - 佐藤、中村、小林潤、小林陵（5位）

女子
- 高梨沙羅（クラレ）
  - ノーマルヒル（4位）
- 勢藤優花（北海道ハイテクアスリートクラブ）
  - ノーマルヒル（14位）
- 岩渕香里（北野建設SC）
  - ノーマルヒル（18位）
- 伊藤有希（土屋ホーム）
  - ノーマルヒル（13位）

混合団体
- 小林陵、佐藤、高梨、伊藤（4位）

役員・スタッフ
- 監督：宮平秀治（小樽スキー連盟）
- コーチ：作山憲斗（北野建設SC）、横川朝治（北野建設SC）、鷲澤徹（小谷村体育協会）
- 総務： 吉田千賀
- トレーナー：山田将平、齋藤紀香

#### ノルディック複合
- 渡部暁斗（北野建設）
  - ノーマルヒル個人（7位）
  - ラージヒル個人（3位）
- 渡部善斗（北野建設）
  - ノーマルヒル個人（13位）
  - ラージヒル個人（25位）
- 山本涼太（長野日野自動車）
  - ノーマルヒル個人（14位）
  - ラージヒル個人（12位）
- 谷地宙（ドイツ語版）（早稲田大学）
  - ノーマルヒル個人（30位）
- 永井秀昭（岐阜日野自動車）
  - ラージヒル個人（31位）
- ラージヒル団体
  - 渡部善、永井、渡部暁、山本（3位）

役員・スタッフ
- 監督：河野孝典（野沢温泉スキークラブ）
- コーチ：北村隆（妙高リージョンスキークラブ）、スティアン＝アンドレ・シンネス（全日本スキー連盟）、菊池拓（全日本スキー連盟）

#### フリースタイルスキー
男子
- 堀島行真（トヨタ自動車）
  - モーグル（3位）
- 原大智（日本スキー場開発）
  - モーグル（7位）
- 杉本幸祐（英語版）（デイリーはやしや）
  - モーグル（9位）
- 松田颯（英語版）（しまだ病院）
  - モーグル（予選敗退）
- 須貝龍（クレブ）
  - スキークロス（1回戦敗退）
- 古野慧（USEN―NEXTグループ）
  - スキークロス（1回戦敗退）

女子
- 川村あんり（日体桜華高校）
  - モーグル（5位）
- 星野純子（リステル）
  - モーグル（13位）
- 住吉輝紗良（日本大学）
  - モーグル（15位）
- 冨髙日向子（ドイツ語版）（多摩大学）
  - モーグル（19位）
- 近藤心音（オリエンタルバイオ）
  - スロープスタイル（棄権）[9]
- 鈴木沙織（城北信用金庫）
  - ハーフパイプ（予選敗退）

役員・スタッフ
- コーチ：城勇太（チームサンガリア）、ヤンネ・ラハテラ（全日本スキー連盟）、遠藤尚（忍建設）、片岡美穂（石井スポーツスキークラブ）、瀧澤宏臣（全日本スキー連盟）、村野友紀（スラロームスキークラブ）、津田健太朗（ドリームゲートスノークラブ）、遠山巧（白馬村スキークラブ）
- トレーナー：伊藤秀吉（全日本スキー連盟）、瀬戸口淳（運動器ケアしまだ病院）、徳富みずき（旭川スキー連盟）、渡邊真広（全日本スキー連盟）、齋藤隆行（全日本スキー連盟）
- 技術スタッフ：トマージュ・トルディナ（全日本スキー連盟）
- 総務：原田千耶子（車山スキークラブ）

#### スノーボード
男子
- 平野歩夢（TOKIOインカラミ）
  - ハーフパイプ（1位）
- 平野海祝（日本大学）
  - ハーフパイプ（9位）
- 平野流佳（太成学院大学）
  - ハーフパイプ（12位）
- 戸塚優斗（ヨネックス）
  - ハーフパイプ（10位）
- 高原宜希（Pasco　SSC）
  - スノーボードクロス（準々決勝敗退）
- 濵田海人（ノルウェー語版）（ムラサキスポーツ北海道）
  - スロープスタイル（8位）
  - ビッグエア（予選敗退）
- 國武大晃（STANCER）
  - スロープスタイル（予選敗退）
  - ビッグエア（4位）
- 飛田流輝（ドイツ語版）（ウィルレイズ）
  - スロープスタイル（予選敗退）
  - ビッグエア（予選敗退）
- 大塚健（バートン）
  - スロープスタイル（10位）
  - ビッグエア（9位）

女子
- 冨田せな（アルビレックス新潟）
  - ハーフパイプ（3位）
- 冨田るき（JWSC）
  - ハーフパイプ（5位）
- 小野光希（バートン）
  - ハーフパイプ（9位）
- 今井胡桃（プリオHD）
  - ハーフパイプ（予選敗退）
- 竹内智香（広島ガス）
  - パラレル大回転（1回戦敗退）
- 三木つばき（キャタラー）
  - パラレル大回転（1回戦敗退）
- 中村優花（仙台大学）
  - スノーボードクロス（棄権）[10]
- 鬼塚雅（星野リゾート）
  - スロープスタイル（予選敗退）
  - ビッグエア（11位）
- 岩渕麗楽（バートン）
  - スロープスタイル（5位）
  - ビッグエア（4位）
- 村瀬心椛（ムラサキスポーツ）
  - スロープスタイル（10位）
  - ビッグエア（3位）
- 芳家里菜（STANCER）[11]

役員・スタッフ
- コーチ：治部忠重（クルーズ）、村上大輔（クルーズ）、青野令（スノーフレンズボードクラブ）、戸崎啓貴（山梨県庁スキークラブ）、野藤優貴（全日本スキー連盟）、五十嵐幸太（ヨネックス）、上島しのぶ（旭川スキー連盟）、西田崇（キララクエストスノーボードクラブ）
- トレーナー：内田友来（全日本スキー連盟）、安岡淳智（アクロススノークラブ）、白川尊則（ヨネックス）、冨山信次（全日本スキー連盟）、島﨑勝行（アクロススノークラブ）、菅原研二朗（全日本スキー連盟）、田畑竜平（全日本スキー連盟）
- 技術スタッフ：稲村樹（ムラサキスポーツ）、リー・マシュー・ポンジオ（キララクエストスノーボードクラブ）、黒木康秀（バートン）

### スケート
役員・スタッフ（スケート全体）
- 総務：浜谷公宏（日本スケート連盟）、土井朝子（日本スケート連盟）

#### スピードスケート
男子
- 新濱立也（高崎健康福祉大学）
  - 500m（20位）
  - 1000m（21位）
- 森重航（専修大学）
  - 500m（3位）
  - 1000m（16位）
- 村上右磨（ドイツ語版）（高堂建設）
  - 500m（8位）
- 小島良太（エムウェーブ）
  - 1000m（20位）
- 一戸誠太郎
  - 1500m（10位）
  - 5000m（12位）
  - マススタート（8位）
- 小田卓朗（開発計画研究所）
  - 1500m（17位）
- 土屋良輔（メモリード）
  - 10000m（11位）
  - マススタート（6位）

女子
- 小平奈緒（相澤病院）
  - 500m（17位）
  - 1000m（10位）
- 髙木美帆（日本体育大学）
  - 500m（2位）
  - 1000m（1位）
  - 1500m（2位）
  - 3000m（6位）
- 郷亜里砂（イヨテツスピードクラブ）
  - 500m（15位）
- 佐藤綾乃（全日本空輸）
  - 1500m（4位）
  - 3000m（9位）
  - マススタート（8位）
- 髙木菜那（日本電産サンキョー）
  - 1500m（8位）
  - マススタート（準決勝敗退）
- 押切美沙紀（富士急行）
  - 5000m（8位）
- 小坂凛（三重県スポーツ協会）[12]
- 堀川桃香（白樺学園高等学校）
  - 5000m（10位）
- チームパシュート
  - 佐藤、髙木菜、髙木美（2位）

役員・スタッフ
- 監督：湯田淳（日本スケート連盟）
- コーチ：小原英志（日本スケート連盟）、糸川敏彦（日本スケート連盟）、ヨハン・デ・ヴィット（日本スケート連盟）、デニス・ファンデルガン（日本スケート連盟）、結城匡啓（信州大学）
- 総務：黒岩彰（日本オリンピック委員会）、紅楳英信（慈泉会 相澤健康スポーツ医科学センター）
- ドクター：柳下和慶（東京医科歯科大学）
- トレーナー：村上成道（MD Sports Support）、佐伯武士（ELT健康増進研究所）、入江学（千樹会 帯広整形外科）、門馬崇文（わたなべ整形外科）、横⼭貴司
- 技術スタッフ：吉岡郁栄（日本スケート連盟）、熊川⼤介（国士舘大学）、リエンク・ナウタ

#### ショートトラックスピードスケート
男子
- 小池克典（全日空商事）
  - 500m（1回戦敗退）
- 菊池耕太（恵仁会）
  - 500m（1回戦敗退）
  - 1500m（準々決勝敗退）
- 吉永一貴（英語版）（トヨタ自動車）
  - 1000m（1回戦敗退）
  - 1500m（準々決勝敗退）
- 宮田将吾（フランス語版）（阪南大学）
  - 1000m（1回戦敗退）
  - 1500m（準々決勝敗退）
- 5000mリレー
  - 小池、菊池、吉永、宮田（8位）

女子
- 菊池純礼（富士急行）
  - 500m（準々決勝敗退）
  - 1000m（準々決勝敗退）
  - 1500m（8位）
- 菊池悠希（全日本空輸）
  - 1000m（準々決勝敗退）
  - 1500m（1回戦敗退）
- 神長汐音（全日空商事）
  - 1000m（1回戦敗退）
  - 1500m（1回戦敗退）

男女混合
- 2000mリレー（菊池悠、菊池純、吉永、菊池耕）（準々決勝敗退）

役員・スタッフ
- コーチ：長島圭一郎（日本スケート連盟）、伴野清貴（日本スケート連盟）、伊藤雅敏（帝産ロッヂ）
- ドクター：川口行雄（藤沢湘南台病院）
- トレーナー：早坂優一（ワセダクラブ）、山本葵（相澤健康スポーツ医科学センター）
- 技術スタッフ：河合季信（筑波大学）
- 総務：相馬浩平（日本スケート連盟）

#### フィギュアスケート
男子シングル
- 羽生結弦（全日本空輸） - 4位
- 宇野昌磨（トヨタ自動車） - 3位
- 鍵山優真（オリエンタルバイオ／星槎国際高等学校） - 2位

女子シングル
- 坂本花織（シスメックス） - 3位
- 樋口新葉（明治大学／ノエビア） - 5位
- 河辺愛菜（木下スケートアカデミー） - 23位

ペア
- 木原龍一、三浦璃来（木下グループ） - 7位

アイスダンス
- 小松原尊、小松原美里（倉敷FSC） - 22位

団体
- 宇野、鍵山、坂本、樋口、木原、三浦、小松原尊、小松原美  - 3位→2位

役員・スタッフ
- 監督：竹内洋輔（法政大学）
- コーチ：小林芳子、飯塚浩記（ネスレ日本）、石川翔子、ステファン・ランビエール（Special Figures SA）、鍵山正和、中野園子、岡島功治（明治神宮外苑アイススケート場）、田村岳斗（木下スケートアカデミー）、ブルーノ・マルコット（英語版）（Skate Oakville）、有川梨絵
- トレーナー：渡部賢二
- 総務：佐宗洋彦（オレンジフローラル）

### アイスホッケー
- アイスホッケー女子日本代表[13] - 6位（予選：3勝1敗）
  - 藤本那菜（デンソー北海道、GK）
  - 小西あかね（英語版）（久慈設計、GK）
  - 増原海夕（札幌国際大学、GK）[注 2]
  - 鈴木世奈（ブリヂストンタイヤリューションジャパン、GK）
  - 細山田茜（英語版）（道路建設ペリグリン、DF）
  - 小池詩織（日本製紙総合開発、DF）
  - 床亜矢可（全日本空輸、DF）
  - 川島由紀子（英語版）（社会医療法人 仁陽会 西岡第一病院、DF）
  - 志賀葵（英語版）（ダイナックス、DF）
  - 山下栞（英語版）（早稲田大学、DF）
  - 久保英恵（太陽生命保険、FW）
  - 米山知奈（英語版）（ダイナックス、FW）
  - 大澤ちほ（ダイナックス、FW）
  - 藤本もえこ（英語版）（昭和大学職員、FW）
  - 獅子内美帆（昭和大学職員、FW）
  - 浮田留衣（英語版）（三ツ輪運輸、FW）
  - 高涼風（英語版）（I・TECソリューションズ、FW）
  - 床秦留可（全日本空輸、FW）
  - 大滝知香（英語版）（道路建設ペリグリン、FW）
  - 三浦芽依（岩田地崎建設、FW）
  - 山下光（早稲田大学、FW）
  - 小山玲弥（英語版）（早稲田大学、FW）
  - 志賀紅音（北海道文教大学、FW）

役員・スタッフ
- チームリーダー：細谷妙子（日本アイスホッケー連盟）
- 監督：飯塚祐司（昭和大学）
- コーチ：中島谷友二朗（日本アイスホッケー連盟）、春名真仁（日本アイスホッケー連盟）、青木香奈枝（松本鐵工所）
- ドクター：服部幹彦（医療法人社団 山手クリニック）
- トレーナー：和光努（トライ・ワークス）、平林芙美江（東京スポーツ・レクリエーション専門学校）
- 技術スタッフ：吉田年伸（日本アイスホッケー連盟）

### バイアスロン
男子
- 枋木司（英語版）（自衛隊体育学校）
  - 10kmスプリント（41位）
  - 個人20km（44位）
  - 12.5kmパシュート（46位）
- 尾崎光輔（ドイツ語版）（自衛隊体育学校）
  - 10kmスプリント（44位）
  - 個人20km（82位）
  - 12.5kmパシュート（51位）

女子
- 立崎芙由子（自衛隊体育学校）
  - 7.5kmスプリント（39位）
  - 個人15km（27位）
  - 10kmパシュート（42位）
- 前田沙理（ドイツ語版）（自衛隊体育学校）
  - 7.5kmスプリント（67位）
  - 個人15km（74位）
- 蜂須賀明香（自衛隊体育学校）
  - 7.5kmスプリント（87位）
  - 個人15km（65位）
- 田中友理恵（自衛隊体育学校）
  - 7.5kmスプリント（74位）
  - 個人15km（71位）
- 4x6kmリレー（蜂須賀、立崎、前田、田中）（17位）

男女混合
- 4x6kmリレー
  - 尾崎、枋木、立崎、前田（18位）

役員・スタッフ
- 監督：能登直（自衛隊体育学校）
- コーチ：永井順二（永井農場）
- トレーナー：安部朋美（自衛隊体育学校）
- 技術スタッフ：佐藤文隆（自衛隊体育学校）、蛯澤伸治（自衛隊体育学校）

### リュージュ
男子（1人乗り）
- 小林誠也（英語版）（信州スポーツ医療福祉専門学校） - 32位

役員・スタッフ
- コーチ： 戸塚正貴（北野建設）

### カーリング
- 女子 - ロコ・ソラーレ[14] - 2位（予選：5勝4敗）
  - 吉田夕梨花（国分皮膚科医院、リード）
  - 鈴木夕湖（北見石油販売、セカンド）
  - 吉田知那美（ネッツトヨタ北見、サード）
  - 藤澤五月（コンサルトジャパン、スキップ）
  - 石崎琴美（松田整形外科記念病院、リザーブ）[注 2]

役員・スタッフ
- チームリーダー：柳等（北見工業大学）
- コーチ：ジェームス・ダグラス・リンド、小野寺亮二（小野寺農場）
- トレーナー：髙田聖也（PHYSIT）

## 選手団本部役員
出典 - 
| 役職       | 氏名       | 所属団体                               | 備考                                                               |
| ---------- | ---------- | -------------------------------------- | ------------------------------------------------------------------ |
| 団長       | 伊東秀仁   | 日本オリンピック委員会                 | 日本オリンピック委員会理事、選手強化副本部長、日本スケート連盟理事 |
| 総監督     | 原田雅彦   | 雪印メグミルク                         | 日本オリンピック委員会理事、全日本スキー連盟理事                   |
| 本部役員   | 土肥美智子 | 日本スポーツ振興センター               | 日本オリンピック委員会理事                                         |
| 本部役員   | 石田浩之   | 慶應義塾大学スポーツ医学研究センター   | 医務担当                                                           |
| 本部役員   | 笠原健司   | 日本オリンピック委員会                 | 総務担当                                                           |
| アタッシェ | 永森沢吾   | 在中華人民共和国日本大使館             |                                                                    |
| 本部員     | 渡辺稔一   | 日本オリンピック委員会                 |                                                                    |
| 本部員     | 工藤誠司   | 日本オリンピック委員会                 |                                                                    |
| 本部員     | 石野枝里子 | 日本オリンピック委員会                 |                                                                    |
| 本部員     | 大越光介   | 日本オリンピック委員会                 |                                                                    |
| 本部員     | 鈴木和馬   | 日本オリンピック委員会                 |                                                                    |
| 本部員     | 林瑞希     | 日本オリンピック委員会                 |                                                                    |
| 本部員     | 蒲原一之   | 国立スポーツ科学センター               | メディカルスタッフ／ドクター                                       |
| 本部員     | 渡邉耕太   | 札幌医科大学                           | メディカルスタッフ／ドクター                                       |
| 本部員     | 寺本篤史   | 札幌医科大学                           | メディカルスタッフ／ドクター                                       |
| 本部員     | 増子智     | 近畿日本ツーリストコーポレートビジネス | 輸送担当                                                           |
| 本部員     | 宇田俊太郎 | 近畿日本ツーリストコーポレートビジネス | 輸送担当                                                           |
| 本部員     | 橋岡希     | 近畿日本ツーリストコーポレートビジネス | 輸送担当                                                           |
| 本部員     | 鈴木俊介   | 近畿日本ツーリストコーポレートビジネス | 輸送担当                                                           |
| 本部員     | 勝澤正人   | 近畿日本ツーリストコーポレートビジネス | 輸送担当                                                           |